# Oráculo do Cordeiro
Oráculo do Cordeiro é um texto profético egípcio antigo escrito em um papiro em egípcio demótico e datado do trigésimo terceiro ano do reinado do imperador romano Augusto (27 a.C. – 14 d.C.). Nele, um cordeiro fala e fornece profecias a um homem chamado Passageiro. O cordeiro descreve um mundo virado de cabeça para baixo e reduzido ao caos: templos estão em desordem, o governante tornou-se agora o governado, e os medos (referindo-se à dominação persa do Egito) vieram para destruir o país. Também menciona que os gregos (referindo-se à dominação ptolemaica do Egito) tomarão a Coroa Branca (representando o Alto Egito faraônico). A história é comparável em estilo, tom e assunto aos textos proféticos do Império Médio do Egito, como a Profecia de Neferti.